# Robert W. Parry
Robert Walter Parry  (* 1. Oktober 1917 in Ogden, Utah; † 1. Dezember 2006 in Salt Lake City, Utah) war ein US-amerikanischer Chemiker (Anorganische Chemie).
Parry studierte Chemie an der Utah State University mit dem Bachelor-Abschluss bei Rudger H. Walker 1940 (vorher hatte er für ihn beim Forest Service des Landwirtschaftsministeriums gearbeitet), an der Cornell University mit dem Master-Abschluss in Anorganischer Chemie 1942 und er wurde 1946 an der University of Illinois promoviert. Im Zweiten Weltkrieg arbeitete er im Labor für Munitionsentwicklung der University of Illinois. Ab 1946 war er an der University of Michigan, an der er 1958 eine volle Professur erhielt. 1969 bis zur Emeritierung 1997 war er Distinguished Professor an der University of Utah.
1960 bis 1963 war er Gründungsherausgeber von Inorganic Chemistry.
1993 erhielt er die Priestley-Medaille und 1980 den Humboldt-Forschungspreis. Er ist Ehrendoktor der University of Utah und der Utah State University. 1987 erhielt er die Governor’s Medal of Science von Utah.

## Schriften
- mit anderen: Chemistry: Experimental Foundations, Prentice Hall 1970